# Камък, ножица, хартия (сериал, Турция)
„Камък, ножица, хартия“ (на турски: Taş Kağıt Мakas) е турски телевизионен сериал в жанра драма, екшън, психологически трилър, детектив и криминален, продуциран от MF Yapım, чийто първи епизод е излъчен на 28 февруари 2024 г., продуциран от Aсена Бюлбюлoулу, режисиран от Юсуф Пирхасан, по сценарий на Уураш Гюнеш и с участието на Eкин Koч, Сера Арътюрк, Oзан Гювен, Ханде Aтаизи и Бурак Йорук.

## Сюжет
В сериалът се разказва за голямата битка за справедливост, водена от невинен млад мъж в беден квартал. Умут, който има изключителна памет, помни всеки момент, който преживява до най-малкия детайл. Той отново използва тази супер памет в борбата си да докаже невинността на баща си. Алев, с когото се запознава в общинския автобус, става най-големият поддръжник на Умут в търсенето на справедливост за баща му. Харун, с неговата брилянтна интелигентност и дълбока структура, и Феджир, непоправим социопат, са от другата страна на тази война. В променящия се баланс между тези сили ще наблюдаваме битката за справедливост, водена от Умут, който залага живота си на карта заради баща си, който има болестта на Алцхаймер.

## Актьорски състав
- Екин Коч – адвокат Умут Танръкулу
- Сера Арътюрк – Савджъ Алев Парлак
- Озан Гювен – адвокат Харун Якар
- Бурак Йорюк – Феджир Емиркъран
- Бюлент Сейран – Ръза Танръкулу
- Селим Галип – Рушен
- Анъл Ташезен – Джевхер Хами Саръкая
- Али Чобан – Уур Парлак
- Бурджу Халачоулу – Емел Парлак
- Атсъз Карадуман – Бюнямин Емиркъран
- Гьокхан Йъкълкан – Нешет Тузджу
- Юсра Геийк – Рюя Емиркъран
- Сенем Юнал – Юмит
- Ибрахим Селим – Кендиси
- Ебрар Карабакан – Бюшра Коркмаз
- Растин Пакнахад – Умут Танръкулу
- Туна Орхан – Хайдар Коркмаз
- Танер Ергьор – Ердем
- Илкай Акдаглъ – Тарък Ялман
- Йелиз Аккая – Мерием Ялчънер
- Дога Каракаш – Фуркан Ялчънер
- Едже Сюкан – Неслихан Йонджю
- Зафер Дипер – Садун Бей
- Нилюфер Гюрконак – Макбуле Джошкун
- Арда Мора – Юджел
- Айтач Ушун – Азад Емиркъран
- Хюсеин Авни Данял – Кадри Палаз/Сьонмез Каракоч
- Ханде Атаизи – Савджъ Сюрея Уяр

## Излъчване
| Сезон | Епизоди | Начало на сезона | Край на сезона | Всички епизоди | ТВ сезон | ТВ канал | Дата и час    |
| ----- | ------- | ---------------- | -------------- | -------------- | -------- | -------- | ------------- |
| 1     | 14      | 28 февруари 2024 | 5 юни 2024     | 1 – 14         | 2024     | Kanal D  | сряда (20:00) |
| 2     |         | скоро            |                | 15 –           | 2024 –   | Kanal D  | сряда (20:00) |